# Secrétaire d'État adjoint aux affaires publiques
Le Secrétaire d'État adjoint aux affaires publiques (en anglais : Assistant Secretary of State for Public Affairs) est une ancienne fonction officielle du gouvernement des États-Unis. Il est à la tête du Bureau des affaires publiques (en) du département d'État des États-Unis.
Nommé par le président des États-Unis, il relève du sous-secrétaire d'État à la diplomatie publique et aux affaires publiques des États-Unis (en).
Le premier secrétaire d'État adjoint aux affaires publiques est Archibald MacLeish en 1944-1945.
Le 28 mai 2019, le bureau a fusionné avec le Bureau des programmes d'information internationaux (en anglais : Bureau of International Information Programs) pour devenir le Bureau des affaires publiques mondiales (en anglais : Bureau of Global Public Affairs), et les fonctions de secrétaire d'État adjoint ont fusionné avec les fonctions de secrétaire d'État adjoint aux affaires publiques mondiales.